# Одана
О́дана (кат. Òdena) - муніципалітет, розташований в Автономній області Каталонія, в Іспанії. Код муніципалітету за номенклатурою Інституту статистики Каталонії - 81430. Знаходиться у районі (кумарці) Анойя (коди району - 06 та AI) провінції Барселона, згідно з новою адміністративною реформою перебуватиме у складі Центральної баґарії (округи). 

## Населення
Населення міста (у 2007 р.) становить 3.161 особа (з них менше 14 років - 17%, від 15 до 64 - 68%, понад 65 років - 15,1%). У 2006 р. народжуваність склала 35 осіб, смертність - 21 особа, зареєстровано 13 шлюбів. У 2001 р. активне населення становило 1.411 осіб, з них безробітних - 164 особи.

Серед осіб, які проживали на території міста у 2001 р., 1.955 народилися в Каталонії (з них 1.689 осіб у тому самому районі, або кумарці), 708 осіб приїхало з інших областей Іспанії, а 28 осіб приїхало з-за кордону. 

Університетську освіту має 6,9% усього населення. 

У 2001 р. нараховувалося 895 домогосподарств (з них 15,6% складалися з однієї особи, 24% з двох осіб,25,6% з 3 осіб, 21,1% з 4 осіб, 7,8% з 5 осіб, 4,7% з 6 осіб, 0,7% з 7 осіб, 0,2% з 8 осіб і 0,2% з 9 і більше осіб).

Активне населення міста у 2001 р. працювало у таких сферах діяльності : у сільському господарстві - 3,4%, у промисловості - 46,4%, на будівництві - 11,4% і у сфері обслуговування - 38,7%. 

 У муніципалітеті або у власному районі (кумарці) працює 1.622 особи, поза районом - 735 осіб.

### Безробіття
У 2007 р. нараховувалося 129 безробітних (у 2006 р. - 157 безробітних), з них чоловіки становили 28,7%, а жінки - 71,3%.

## Економіка

### Підприємства міста

#### Промислові підприємства
| \| Промислові підприємства міста, за сферою діяльності \| Промислові підприємства міста, за сферою діяльності \| Промислові підприємства міста, за сферою діяльності \| \| Рік \| 2002 р. \| 2001 р. \| \| --------------------------------------------------- \| --------------------------------------------------- \| --------------------------------------------------- \| \| Енергетичні та водні ресурси \| 1,1% \| 1,1% \| \| Хімія та метали \| 6,5% \| 7,6% \| \| Переробка металів \| 15,1% \| 14,1% \| \| Продукти харчування \| 3,2% \| 3,3% \| \| Текстиль \| 51,6% \| 53,3% \| \| Виробництво меблів, видання \| 21,5% \| 19,6% \| \| Інше \| 1,1% \| 1,1% \| \| Усього підприємств \| 93 \| 92 \| |         |         |
| Промислові підприємства міста, за сферою діяльності |         |         |
| Рік | 2002 р. | 2001 р. |
| Енергетичні та водні ресурси | 1,1%    | 1,1%    |
| Хімія та метали | 6,5%    | 7,6%    |
| Переробка металів | 15,1%   | 14,1%   |
| Продукти харчування | 3,2%    | 3,3%    |
| Текстиль | 51,6%   | 53,3%   |
| Виробництво меблів, видання | 21,5%   | 19,6%   |
| Інше | 1,1%    | 1,1%    |
| Усього підприємств | 93      | 92      |

#### Роздрібна торгівля
| \| Підприємства роздрібної торгівлі міста, за сферою діяльності \| Підприємства роздрібної торгівлі міста, за сферою діяльності \| Підприємства роздрібної торгівлі міста, за сферою діяльності \| \| Рік \| 2002 р. \| 2001 р. \| \| ------------------------------------------------------------ \| ------------------------------------------------------------ \| ------------------------------------------------------------ \| \| Продукти харчування \| 50% \| 47,1% \| \| Одяг та взуття \| 5,6% \| 5,9% \| \| Товари для дому \| 0% \| 0% \| \| Книги та періодичні видання \| 0% \| 0% \| \| Промислова хімічна продукція \| 27,8% \| 29,4% \| \| Продукція, пов'язана з транспортними засобами \| 5,6% \| 5,9% \| \| Інше \| 11,1% \| 11,8% \| \| Усього підприємств \| 18 \| 17 \| |         |         |
| Підприємства роздрібної торгівлі міста, за сферою діяльності |         |         |
| Рік | 2002 р. | 2001 р. |
| Продукти харчування | 50%     | 47,1%   |
| Одяг та взуття | 5,6%    | 5,9%    |
| Товари для дому | 0%      | 0%      |
| Книги та періодичні видання | 0%      | 0%      |
| Промислова хімічна продукція | 27,8%   | 29,4%   |
| Продукція, пов'язана з транспортними засобами | 5,6%    | 5,9%    |
| Інше | 11,1%   | 11,8%   |
| Усього підприємств | 18      | 17      |

#### Сфера послуг
| \| Підприємства міста, що працюють у сфері послуг, за діяльністю \| Підприємства міста, що працюють у сфері послуг, за діяльністю \| Підприємства міста, що працюють у сфері послуг, за діяльністю \| \| Рік \| 2002 р. \| 2001 р. \| \| ------------------------------------------------------------- \| ------------------------------------------------------------- \| ------------------------------------------------------------- \| \| Гуртова торгівля \| 23,3% \| 23,9% \| \| Готелі та готельний бізнес \| 16,7% \| 16,3% \| \| Транспорт та зв'язок \| 12,2% \| 12% \| \| Посередницькі фінансові послуги \| 3,3% \| 3,3% \| \| Послуги підприємствам \| 3,3% \| 1,1% \| \| Послуги фізичним особам \| 30% \| 29,3% \| \| Нерухомість та ін. \| 11,1% \| 14,1% \| \| Усього підприємств \| 90 \| 92 \| |         |         |
| Підприємства міста, що працюють у сфері послуг, за діяльністю |         |         |
| Рік | 2002 р. | 2001 р. |
| Гуртова торгівля | 23,3%   | 23,9%   |
| Готелі та готельний бізнес | 16,7%   | 16,3%   |
| Транспорт та зв'язок | 12,2%   | 12%     |
| Посередницькі фінансові послуги | 3,3%    | 3,3%    |
| Послуги підприємствам | 3,3%    | 1,1%    |
| Послуги фізичним особам | 30%     | 29,3%   |
| Нерухомість та ін. | 11,1%   | 14,1%   |
| Усього підприємств | 90      | 92      |

## Житловий фонд
У 2001 р. 3,4% усіх родин (домогосподарств) мали житло метражем до 59 м2, 37,3% - від 60 до 89 м2, 37,5% - від 90 до 119 м2 і
21,8% - понад 120 м2.

З усіх будівель у 2001 р. 52,8% було одноповерховими, 43,7% - двоповерховими, 2,6
% - триповерховими, 0,8% - чотириповерховими, 0,2% - п'ятиповерховими, 0% - шестиповерховими,
0% - семиповерховими, 0% - з вісьмома та більше поверхами.

## Автопарк
| \| Автомобілі, зареєстровані у місті, за призначенням \| Автомобілі, зареєстровані у місті, за призначенням \| Автомобілі, зареєстровані у місті, за призначенням \| \| Рік \| 2006 р. \| 2005 р. \| \| -------------------------------------------------- \| -------------------------------------------------- \| -------------------------------------------------- \| \| Приватні автомобілі \| 62,1% \| 63,1% \| \| Мотоцикли \| 9,9% \| 9,2% \| \| Вантажівки \| 24,1% \| 23,9% \| \| Трактори \| 0,4% \| 0,2% \| \| Автобуси та ін. \| 3,6% \| 3,5% \| \| Усього автомобілів \| 2.554 шт. \| 2.418 шт. \| |           |           |
| Автомобілі, зареєстровані у місті, за призначенням |           |           |
| Рік | 2006 р.   | 2005 р.   |
| Приватні автомобілі | 62,1%     | 63,1%     |
| Мотоцикли | 9,9%      | 9,2%      |
| Вантажівки | 24,1%     | 23,9%     |
| Трактори | 0,4%      | 0,2%      |
| Автобуси та ін. | 3,6%      | 3,5%      |
| Усього автомобілів | 2.554 шт. | 2.418 шт. |

## Вживання каталанської мови
У 2001 р. каталанську мову у місті розуміли 97% усього населення (у 1996 р. - 95%), вміли говорити нею 81,3% (у 1996 р. - 
79,3%), вміли читати 79,3% (у 1996 р. - 75,8%), вміли писати 57,4
% (у 1996 р. - 48,1%). Не розуміли каталанської мови 3%.

## Політичні уподобання
У виборах до Парламенту Каталонії у 2006 р. взяло участь 1.339 осіб (у 2003 р. - 1.516 осіб). Голоси за політичні сили розподілилися таким чином:
| \| Вибори до Парламенту Каталонії \| Вибори до Парламенту Каталонії \| Вибори до Парламенту Каталонії \| \| Рік \| 2006 р. \| 2003 р. \| \| -------------------------------------- \| ------------------------------ \| ------------------------------ \| \| Конвергенція та Єднання (CiU) \| 37,4% \| 36,9% \| \| Соціалістична партія Каталонії (PSC) \| 31,4% \| 35,2% \| \| Народна партія (PP) \| 7,7% \| 9,8% \| \| Ініціатива за зелену Каталонію (IC) \| 6,9% \| 4% \| \| Республіканська лівиця Каталонії (ERC) \| 13,8% \| 13,2% \| \| Громадянська партія (C's) \| 0,5% \| 0% \| \| Інші \| 2,3% \| 1% \| |         |         |
| Вибори до Парламенту Каталонії |         |         |
| Рік | 2006 р. | 2003 р. |
| Конвергенція та Єднання (CiU) | 37,4%   | 36,9%   |
| Соціалістична партія Каталонії (PSC) | 31,4%   | 35,2%   |
| Народна партія (PP) | 7,7%    | 9,8%    |
| Ініціатива за зелену Каталонію (IC) | 6,9%    | 4%      |
| Республіканська лівиця Каталонії (ERC) | 13,8%   | 13,2%   |
| Громадянська партія (C's) | 0,5%    | 0%      |
| Інші | 2,3%    | 1%      |

У муніципальних виборах у 2007 р. взяло участь 1.500 осіб (у 2003 р. - 1.560 осіб). Голоси за політичні сили розподілилися таким чином:
| \| Муніципальні вибори \| Муніципальні вибори \| Муніципальні вибори \| \| Рік \| 2007 р. \| 2003 р. \| \| -------------------------------------- \| ------------------- \| ------------------- \| \| Конвергенція та Єднання (CiU) \| 31,1% \| 41,5% \| \| Соціалістична партія Каталонії (PSC) \| 50,5% \| 53,5% \| \| Народна партія (PP) \| 2,7% \| 5% \| \| Ініціатива за зелену Каталонію (IC) \| 0% \| 0% \| \| Республіканська лівиця Каталонії (ERC) \| 15,7% \| 0% \| \| Громадянська партія (C's) \| 0% \| 0% \| \| Інші \| 0% \| 0% \| |         |         |
| Муніципальні вибори |         |         |
| Рік | 2007 р. | 2003 р. |
| Конвергенція та Єднання (CiU) | 31,1%   | 41,5%   |
| Соціалістична партія Каталонії (PSC) | 50,5%   | 53,5%   |
| Народна партія (PP) | 2,7%    | 5%      |
| Ініціатива за зелену Каталонію (IC) | 0%      | 0%      |
| Республіканська лівиця Каталонії (ERC) | 15,7%   | 0%      |
| Громадянська партія (C's) | 0%      | 0%      |
| Інші | 0%      | 0%      |